# Kogeler See
Der Kogeler See ist ein See bei Kogel im Landkreis Mecklenburgische Seenplatte in Mecklenburg-Vorpommern.

## Geografie
Das Gewässer befindet sich im Nordwesten des zur Gemeinde Fünfseen gehörenden Ortsteils Kogel zwischen dem Plauer See und der Müritz im Osten der Mecklenburger Seenplatte. Die Größe der Wasserfläche beträgt 39,3 Hektar, der mittlere Wasserspiegel liegt 90,8 m ü. NHN. Die umliegenden Ufer erreichen Höhen von über 100 Metern über dem Meeresspiegel. Der 1.700 Meter lange und etwa 270 Meter breite See ist von einem teils alten Baumbestand umgeben. Ein größeres Waldgebiet schließt sich nördlich an den See an. Direkt am Ort liegt eine Badestelle mit teilweisem Sandstrand und einer großen Liegewiese. Die tiefste Stelle des Sees beträgt zirka 14 Meter.
Es existiert ein Verbindungsgraben zum Hofsee bei Satow. Der mittlere Wasserspiegel des Hofsees liegt etwa 50 cm unter dem des Kogeler Sees. Der Graben ist nur sehr selten und seitdem der Wasserstand des Sees nicht mehr künstlich ausgeglichen wird, gar nicht mehr mit Wasser gefüllt. Er diente als Überlaufschutz. So konnte überschüssiges Wasser, das durch die Pumpstation der Beregnungsanlage in den See gepumpt wurde um die entnommenen Wassermengen auszugleichen, erst in den Satower Hofsee und von diesem aus wieder in den Plauer See laufen.

## Nutzung

### Badestelle

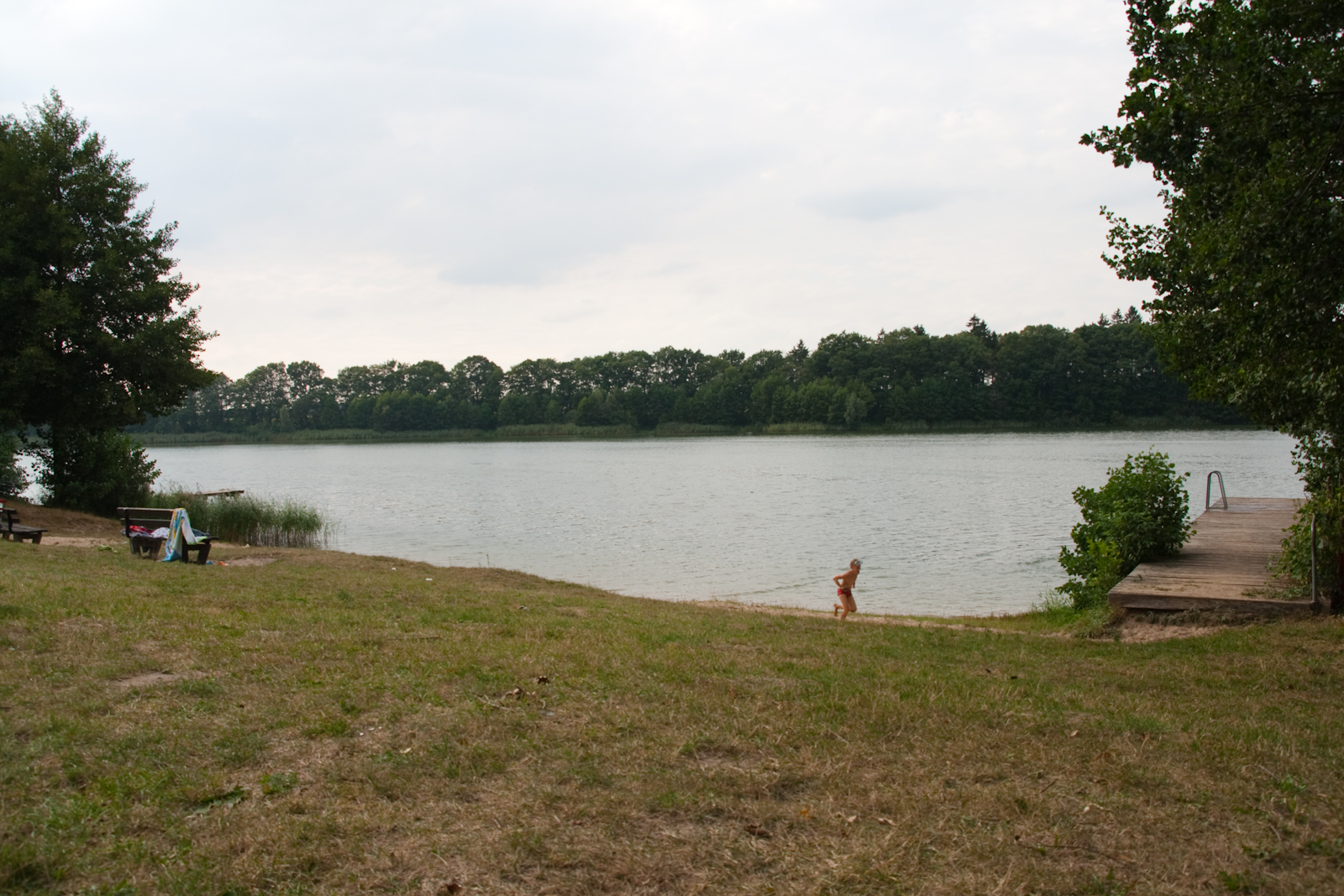
Badestelle mit zwei Badestegen (Zugang vom Ort)

Die Badestelle wurde durch die angrenzende Schule während der DDR-Zeit und dann wieder ab etwa 1998 für die Schwimmausbildung der Schüler genutzt.

### Fischzucht
In der Zeit der DDR wurde eine intensive Forellen-Fischzucht in dem See betrieben. Dadurch war die Wasserqualität zu dieser Zeit unterdurchschnittlich. Vermehrt kam es im Sommer zu einer starken Algenblüte. Einige Dutzend Forellen konnten aus den Netzen entweichen und haben sich im See angesiedelt. Dies wurde durch Angler, die einige Exemplare fangen konnten, bestätigt.

### Bewässerung

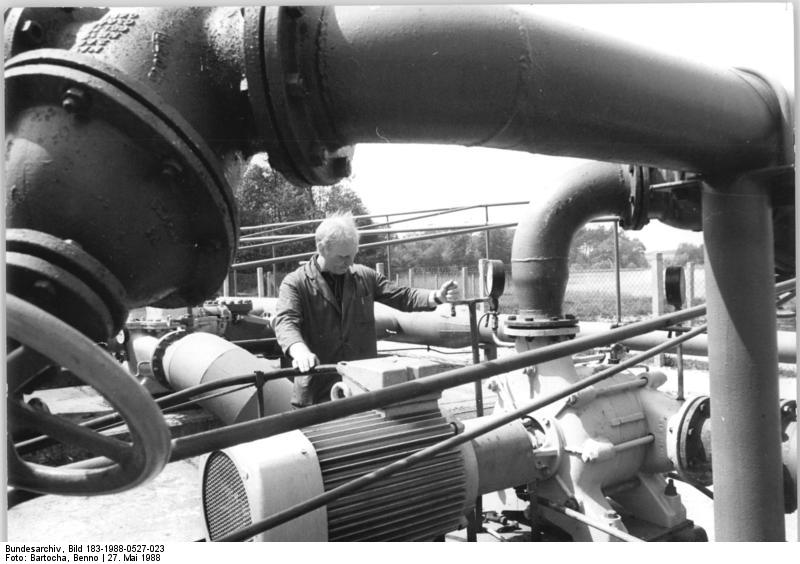
Kontrollarbeiten an der Pumpstation im Jahr 1988

Zur Zeit der intensiven Gemüseproduktion in der Region wurde der See als Wasserspeicher für die Beregnung der Felder genutzt. Hierfür wurde an der Südwestseite zu Beginn der 1970er Jahre eine Pumpstation errichtet, die das Wasser auf die umliegenden Felder pumpte. Eine wilde Badestelle, die sehr beliebt war, wurde hierfür aufgegeben. Das Wasser wurde durch ein verlegtes Rohrsystem zu den Beregnungsanlagen verteilt. Sank der Wasserstand unter ein bestimmtes Niveau, so wurde Ausgleichwasser aus dem Plauer See in den Kogeler See gepumpt. 
Die Pumpstation wurde Ende der 1990er Jahre abgerissen. Ein Wall aus Granitschotter, der einen kleinen Teil des Sees abgrenzt, Kunststoffrohre im See sowie Reste des Zauns, der das Areal umgab, sind sichtbare Reste der Anlage. Durch die hohen Energiekosten und den nicht mehr vorhandenen Bedarf an Gemüse aus der Region lohnte sich der Betrieb der Intensivbewässerung nicht mehr. Der Betrieb der Anlage wurde eingestellt, diese verfiel daraufhin nach und nach. Vandalismus setzte den Gebäuden und der Einrichtung zu. Nach dem Abriss wurde eine kleinere Pumpanlage aufgebaut, die aber nicht lange und nur selten eingesetzt wurde.
Auf der Westseite des Sees (Satower Ecke) befindet sich eine weitere, nicht mehr genutzte Pumpe. Sie diente zur Brauchwasserversorgung der angrenzenden LPG.